# Alison Lurie
Alison Lurie (Chicago, 3 de septiembre de 1926-Ithaca, 3 de diciembre de 2020) fue una novelista y profesora estadounidense. Fue esposa del también escritor Edward Hower.

## Carrera
Lurie nació en Chicago pero creció en White Plains, Nueva York, hija de Bernice (Stewart) y Harry Lawrence Lurie, un profesor nacido en Letonia. Cursó sus estudios en el Radcliffe College de Massachusetts, donde se graduó en 1947. 
El año siguiente se casó con Jonathan Peale Bishop y luego fue estudiante de posgrado en Harvard. Bishop fue un crítico y ensayista que, en la década de 1970 y más tarde, se convirtió en escritor de libros autobiográficos sobre el cristianismo católico. Enseñó en el Amherst College, en Massachusetts (1957-61), y luego en la Universidad de Cornell. (1961-). Lurie se trasladó junto con él. Lurie y Bishop tienen tres hijos; se divorciaron en 1985 después de una larga separación. 
Actualmente está casada con el escritor Edward Hower. Pasa parte de su tiempo en Londres, parte en Cornell y parte en Key West, Florida.
En 1970, Lurie comenzó a enseñar en el Departamento de Inglés en Cornell, donde fue titular en 1979. Enseñó literatura infantil (un nuevo campo en la década de 1970) y escritura. En 1989 fue nombrada Profesora de Literatura Americana F. J. Whiton en Cornell y ahora es profesora emérita.

## Obra
Algunas de sus novelas se ambientan en las universidades y su particular "mundo". Sus obras no están faltas de una mirada humorística sobre distintos temas.
- 1962 Love and Friendship (novela).
- 1965 The Nowhere City (novela).
- 1967 Imaginary Friends (novela).
- 1969 Real People (novela).
- 1974 The War Between the Tates (novela).
- 1979 Only Children (novela).
- 1981 The Language of Clothes (ensayo).
- 1984 Foreign Affairs (novela).
- 1989 The Truth about Lorin Jones (novela).
- 1990 Don't Tell the Grown-Ups (ensayos).
- 1994 Women and Ghosts (cuentos).
- 1998 The Last Resort (novela).
- 2001 Familiar Spirits (memorias).
- 2003 Boys and Girls Forever (ensayos).
- 2006 Truth and Consequences (novela).

También publicó libros infantiles:
- 1975 The Oxford Book of Modern Fairy tales (compilación).
- 1979 The Heavenly Zoo
- 1980 Clever Grechen and other Forgotten Folktales.
- 1981 Fabulous Beasts.
- 1999 The Black Geese.

## Temas y personajes
Las novelas de Lurie, con su toque ligero y su enfoque en retratar las emociones de adúlteros bien educados, se parecen más a algunos autores británicos del siglo XX (por ejemplo, Kingsley Amis, David Lodge) que a los grandes autores estadounidenses de su generación. Sus títulos y el entrelazamiento de sus personajes sugieren grandes ambiciones. Love and Friendship, el título de su primera novela publicada, se comparte con una novela temprana de Jane Austen; toma el problema de la universidad estadounidense como un rito de iniciación a la edad adulta, y la torpeza del papel asignado a las mujeres. El siguiente título, The Nowhere City, evoca tanto la Utopía de Tomás Moro (en griego, "nowhere") como el comentario de Gertrude Stein sobre Oakland, California, “There is no there there.” 
Las utopías son el tema de Amigos imaginarios y personas reales: el pequeño grupo de espiritualistas examinados por un sociólogo y el pequeño grupo de artistas examinados por un escritor. La Guerra entre los Tates y Asuntos Exteriores implican por sus títulos los paralelismos entre adulterios académicos y trastornos políticos. La verdad sobre Lorin Jones y La verdad y sus consecuencias nos devuelven al problema de la verdad, tanto en la vida como en el arte.
Varios personajes de Lurie, como ella, nacieron alrededor de 1926: Lorin Jones y Mary Ann / Miranda Fenn, Janet Belle Smith (42 años en Real People, 1969), Erica Tate (40 en 1969 y como Lurie una Radcliffe BA), Vinnie Miner (54 en Foreign Affairs, 1978, y como Lurie profesora de literatura infantil), y Wilkie Walker (70 en Last Resort, 1998). Dado que estos personajes también han seguido a Lurie desde Amherst / Convers, Los Angeles a Cornell / Corinth y a Londres y Key West, inevitablemente se considera la posibilidad de que al menos algunos de estos personajes representen a la propia autora. Janet Belle Smith (Personas reales) y Delia Delaney (Verdades y sus consecuencias) son escritoras bastante pretenciosas de las que Lurie se burla a veces, pero también reflejan aspectos de su experiencia como escritora.

## Adaptaciones
- La Guerra de los Tates fue adaptada como una película de televisión para la NBC en 1977. Fue protagonizada por Elizabeth Ashley y Richard Crenna.
- Imaginary Friends fue adaptada como una serie de Televisión Thames en 1987. El escenario fue trasladado desde el norte de Nueva York a la costa inglesa.
- Foreign Affairs fue adaptada como una película de televisión en 1993, protagonizada por Joanne Woodward, Brian Dennehy y Eric Stoltz.

## No ficción
En 1981, Lurie publicó The Language of Clothes. Este libro presenta algunos principios de comunicación por medio de la vestimenta.
Lurie coeditó la Biblioteca Garland de Children's Classics (73 volúmenes). En 1990, publicó Do not Tell the Grown-ups: Subversive Children's Literature. Una nueva colección de ensayos sobre este tema, Boys and Girls Forever, apareció en 2003. Su ensayo "The Supernatural Power of Knitting" aparece en la antología Knitting Yarns: Writers on Knitting (W. W. Norton & Company, 2013).
A menudo comenta la literatura y cultura infantil en críticas para la New York Review of Books.
En 2001 Lurie publicó una memoria, Familiar Spirits, que narra una amistad de décadas con el poeta James Merrill (1926-1995) y su compañero David Jackson (1922-2001). Lurie acredita a Merrill y Jackson por alentar su escritura en la década de 1950, un período durante el cual sufrió muchos rechazos de las editoriales.

## Premios
- 1985 Premio Pulitzer por Foreign Affairs.[5]
- 1989 Premio Fémina a la mejor novela extranjera publicada en Francia por The Truth about Lorin Jones.[5]